# Deux Pistoleros au Far West
Pour plus de détails, voir Fiche technique et Distribution.
Deux Pistoleros au Far West (Per un pugno nell'occhio) est un western parodique hispano-italien sortie en 1965, réalisé par Michele Lupo.

## Synopsis
Franco et Ciccio sont deux marchands d'armes maladroits qui arrivent dans le village de « Santa Genoviefa » où règne la paix : le marchand d'armes et le fossoyeur se plaignent de ne pas faire d'affaires. Franco et Ciccio se retrouvent involontairement impliqués dans une série d'affaires locales et de trahisons, créant sans le vouloir des malentendus sans fin et finissant par monter tout le monde en ville contre tout le monde. Le marchand d’armes et le fossoyeur se réjouissent de la reprise de leurs affaires.

## Fiche technique
- Titre français : Deux Pistoleros au Far West ou Deux Corniauds au Texas[1]
- Titre original italien : Per un pugno nell'occhio
- Réalisation : Michele Lupo
- Scénario : Roberto Gianviti, Amedeo Sollazzo
- Genres : comédie, western
- Musique : Francesco de Masi
- Production : Roberto Amoroso pour Ramo Film, Fenix Film
- Photographie : Julio Ortas Plaza, Alberto Fusi
- Format d'image : 1,85:1
- Montage : Antonietta Zita
- Décors : Jaime Cubero, Josè Luis Galicia
- Maquillage : Ricardo Vasquez
- Pays de production :  Espagne,  Italie
- Langues originales : italien, espagnol
- Durée : 100 min
- Dates de sortie :
  - Italie : 1965
  - France : 19 août 1966[1]

## Distribution
- Franco Franchi : Franco
- Ciccio Ingrassia : Ciccio
- Jesús Puente : capitaine Hernandez
- Paco Morán : Don Ramón Cocos
- Lina Rosales : Consuelo
- Aurora Julia : Carmencita
- Carmen Esbrí : Marisol
- Tito García (non crédité) : Pedro "le Terrible"
- Emilio Rodríguez (non crédité) : Don Alonso Brenton
- Jesus Tordesillas
- Maria Badmayer : Mme Brenton
- Romano Giomini
- Guillermo Mendez (non crédité) : Esteban Cocos
- Rafael Albaicin (non crédité) : Benito Cocos
- Josè Riesgo (non crédité) : Francisco
- Álvaro de Luna (non crédité) : sergent Black
- Francisco Camoiras (non crédité) : trompette